# Angie Palacios
Angie Paola Palacios Dájomes (12 de setembro de 2000) é uma halterofilista equatoriana, medalhista olímpica.

## Carreira
Ela competiu na divisão de 64 kg no Campeonato Mundial Júnior de Halterofilismo de 2019 em Fiji, ganhando medalhas de prata no arranque, arremesso e total. Mais tarde, ela competiu nos Jogos Pan-Americanos de 2019 na divisão de 64 kg, ganhando uma medalha de bronze. Palacios representou o Equador nas Olimpíadas de Verão de 2020. Ela ficou em sexto lugar com um total de 226 kg.
Palacios ganhou a medalha de ouro na categoria feminina de 71 kg no Campeonato Pan-Americano de Halterofilismo de 2022, realizado em Bogotá, Colômbia. Ela também ganhou medalhas nas modalidades Snatch e Clean & Jerk nesta competição. Palacios ganhou a medalha de ouro no evento feminino de 76 kg nos Jogos Sul-Americanos de 2022, realizados em Assunção, Paraguai. Ela ganhou a medalha de ouro no evento feminino de 71 kg no Campeonato Pan-Americano de Halterofilismo de 2023, realizado em Bariloche, Argentina. No mesmo ano, ela ganhou a medalha de prata no evento feminino de 71 kg no Campeonato Mundial de Halterofilismo realizado em Riad, Arábia Saudita.
Ela ganhou a medalha de ouro na categoria feminina de 71 kg nos Jogos Pan-Americanos de 2023, realizados em Santiago, Chile. Em 2024, ela ganhou a medalha de ouro em sua categoria no Campeonato Pan-Americano de Halterofilismo, realizado em Caracas, Venezuela. Em 2024, Palacios competiu no evento feminino de 71 kg nas Olimpíadas de Verão de 2024, realizadas em Paris, França. Ela ganhou uma medalha de bronze com um total de 256 kg. Ela ficou em segundo lugar depois do Arranco.